# Isometria (axonometria)
Isometria, relativo ao sistema isométrico, apresenta como formas cristalográficas básicas o cubo, o octaedro, rombododecaedro e o icositetraedro. O sistema isométrico consiste no sistema cristalográfico com três eixos de referência iguais, que formam ângulos retos entre si, também chamado monométrico, ou sistema cúbico.
Iso(Isometria) = Igual 
Axo(Axonometria) = Eixo
PERSPECTIVA
Vem da expressão latina Perspicere, “ver através de”.
É a representação que tenta reproduzir o mais fielmente possível a imagem que a visão humana teria ao contemplar um objeto de três dimensões.
AXONOMETRIA
Qualificativo da perspectiva que representa uma projeção ortogonal, sobre um plano oblíquo às três dimensões do corpo que se vai reproduzir.
A axonometria é uma técnica utilizada para a construção de perspectivas a partir dos elementos que constituem um sistema projetivo. Esses elementos são: o Centro de Projeção (P), também chamado de Pólo ou Observador, os Eixos Axonométricos (x),(y) e (z), também denominados Eixos Objetivos e o Plano de Projeção (a). 
Para realizar a projeção de qualquer objeto, e portanto obter sua perspectiva, é suficiente relacioná-lo aos eixos objetivos. Dessa forma, pode-se construir diversas perspectivas de um mesmo objeto alterando as relações entre os elementos, ou seja, pode-se alterar a posição do observador, rotacionar e transladar os eixos, proporcionando infinitas combinações de visualização (projeção) de um objeto.
O estudo da axonometria, geralmente, é separado pelo tipo de projeção (cônica ou cilíndrica). Contudo, cabe ressaltar que a projeção cilíndrica pode ser vista com um caso particular da projeção cônica, quando o centro de projeção passa a ser indeterminado (ponto impróprio, supostamente situado no infinito). 
O principal objetivo da axonometria é obter as graduações dos eixos após a projeção. A graduação de um dos eixos pode ser constante, se a projeção for cilíndrica ou variável, se a projeção for cônica.

Também Utiliza projeção cilíndrica e ortogonal. Permite medições na própria representação mas, só para arestas paralelas aos eixos. É de mais fácil compreensão que as vistas ortogonais.

Cilíndrica
Esta projeção tem por objetivo a retratação do planeta inteiro, tendo como base um cilindro no entorno do globo. O principal problema desta projeção é o fato de, apesar das regiões próximas a linha do Equador serem apresentadas de forma perfeita, os lugares de grandes latitudes mostram deformações maiores.
Cônica
Esta projeção é usada para retratar áreas menores, como um continente individual, por exemplo. As deformações acontecem quanto mais distante do ponto de encontro com a forma (cone), já que ela é feita com base em um cone envolvendo o globo terrestre.
Azimutal ou Plana
A projeção azimutal ou plana é usada para retratar áreas pequenas, também apresentando deformações quanto mais afastado do ponto central. Ela é feita com base em um círculo reto em direção ao globo.
Além de Peters e Mercator, outras projeções foram de suma importância, como a de Holzel, que traz uma forma diferente das outras, totalmente recortada.

ISOMETRIA	DIMETRIA	TRIMETRIA
CAVALEIRA
Utiliza a projecção cilíndrica oblíqua, o que proporciona uma deformação no objecto. Uma das faces deve estar paralela ao plano de projecção.
A projecção ortogonal de um círculo cujo plano não é paralelo ao plano de projecção é sempre uma elipse.
Sendo possível dispor de um quadrado circunscrito a um círculo, devidamente projectado como um paralelogramo, os pontos de tangencia da elipse projecção com os lados desse paralelogramo estão sempre nos pontos médios desses lados, o que facilita o traçado a mão livre da elipse.